# フィル・テラノバ
フィル・テラノバ（Phil Terranova、1919年9月4日 - 2000年3月16日）は、アメリカ合衆国のプロボクサー。イタリア系アメリカ人。ニューヨーク州ニューヨーク市出身。身長157cm。元NBA世界フェザー級王者。

## 略歴
1941年デビュー。1943年8月16日、ジャッキー・カルーラを8回KO、NBA世界フェザー級王者になる。同年12月27日、前王者カルーラを6回KOで返り討ち、初防衛に成功したが、翌1944年3月10日、サル・バートロに15回判定負け、タイトルを失った。晩年には後の名王者サンディ・サドラーに勝っている。